# Afton (Iowa)
Afton è una città degli Stati Uniti, situata nella Contea di Union, nello Stato dell'Iowa.

## Geografia fisica
Le coordinate geografiche della città sono: 41°01′41″N 94°11′49″W (41.027926 -94.197071). Afton ha una superficie di 2,5 km². Le città limitrofe sono: Thayer, Creston, Arispe, Lorimor e Shannon City. Afton è situata a 378 m s.l.m.

## Società

### Evoluzione demografica
Al censimento del 2000, Afton contava 917 abitanti e 348 famiglie. La densità di popolazione era di 366,8 abitanti per chilometro quadrato. Le unità abitative erano 407, con una media di 162,8 per chilometro quadrato. La composizione razziale contava il 98,69% di bianchi e lo 0,87% di altre razze. Gli ispanici e i latini erano l'1,85% della popolazione residente.